# Ксенофантастика
Ксенофантастика (англ. xenofiction) - жанр фантастики, в якому в центрі оповідання знаходяться тварини або інші істоти з мисленням і культурою, що принципово відрізняються від людських. Термін не має широкого визнання, і саме слово «xenofiction» може вживатися в інших сенсах: іноземна література  , фантастика про прибульців  … Як жанр літератури та творчості про нелюдських персонажів цей термін має ходіння в англомовному інтернеті - в енциклопедії сюжетів TV Tropesта у літературній спільноті Goodreads. Згідно з ними, ксенофантастикою вважаються ті твори, де персонажів не можна без втрати сенсу того, що відбувається, замінити на людей (у тому числі на людей з суперздібностями або людей різного розміру ).
Ксенофантастика перетинається з фантастикою про тварин , більш визнаним жанром, але з збігається з нею. По-перше, такі твори фантастики про тварин як « Редволл » та « Green Ember » розповідають про цивілізації тварин, культурно близьких людям. По-друге, фантастика про тварин не включає твори про істоти, далекі як від людей, так і від тварин. Тим не менш, багато «чотириногі» книги фантастики про тварин представляють унікальну звірину точку зору або радикально відмінну культуру і тому також є ксенофантастикою.
Ксенофантастика відповідає інтересам ксенофілів (у значенні, що використовується в тому числі у фуррі-спільноті ).